# 中山善司
中山 善司（なかやま ぜんじ、1959年（昭和34年）1月16日 - ）は、日本の宗教家。天理教4代目真柱。奈良県天理市出身。

## 経歴
奈良県天理市出身。1982年（昭和57年）、立命館大学文学部を卒業。
1998年（平成10年）10月25日に先代の中山善衞から真柱を受け継いだ。また養子で甥にあたる中山大亮が5代目の真柱予定者に選ばれている。
甥の大亮は善司の実弟である中田善亮の子。

## 系譜
- 祖父：中山正善
- 父親：中山善衞
- 母親：土佐まさ
  - 養子：中山大亮 - 実弟・中田善亮の長男